# Rathaus (Tarnowskie Góry)

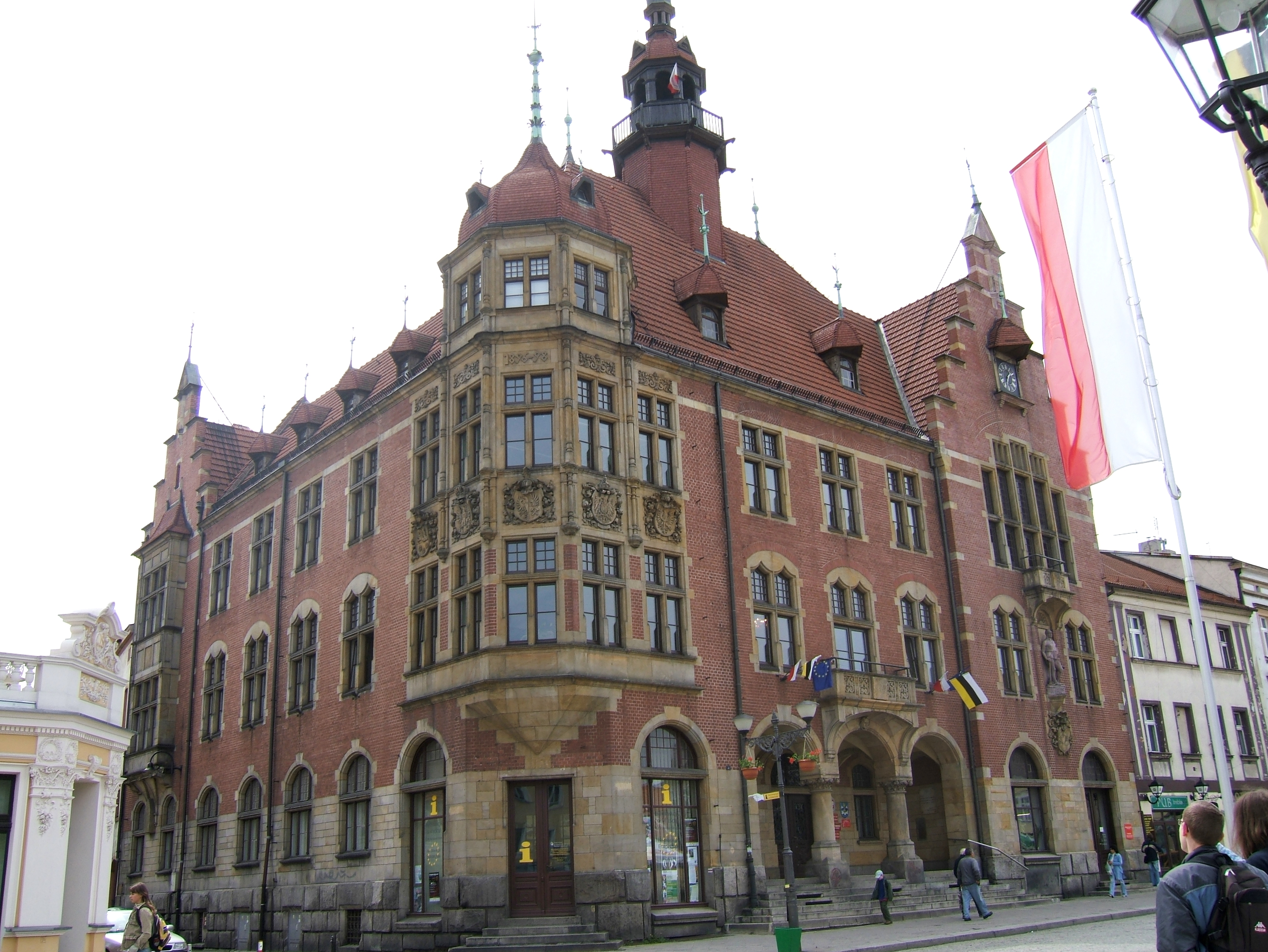
Gesamtansicht

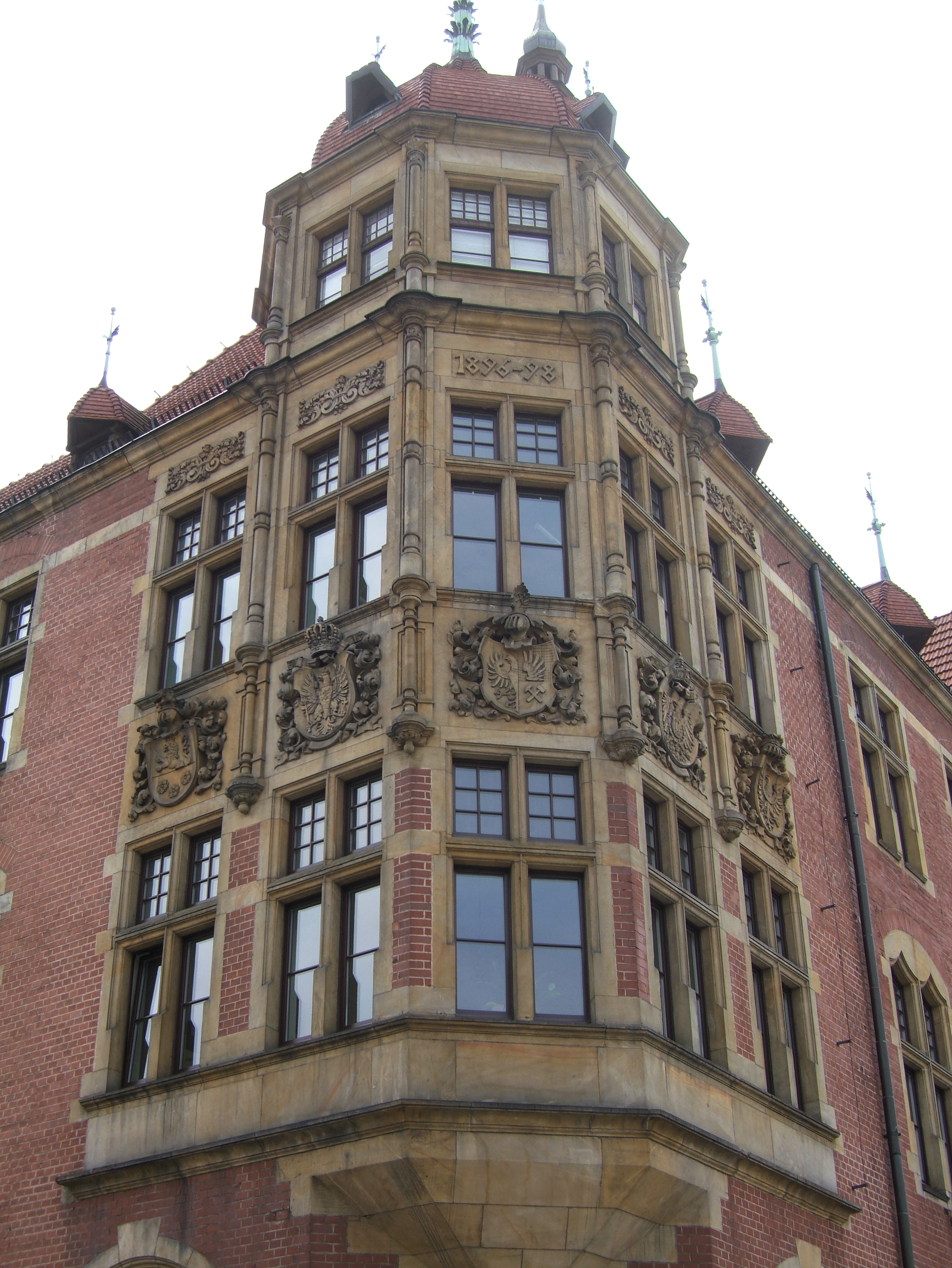
Erkerturm mit Wappen

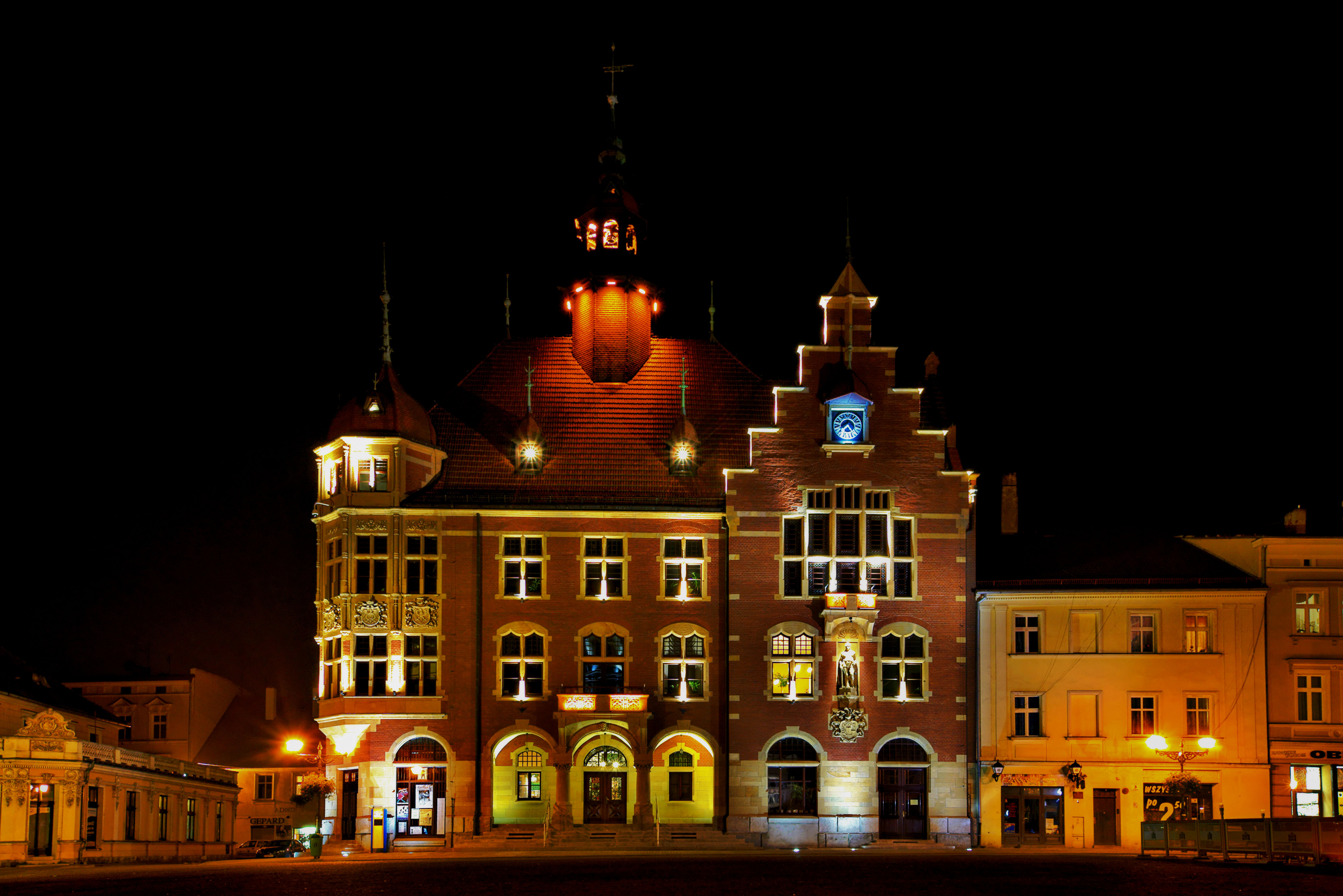
Nachtansicht

Das Rathaus von Tarnowskie Góry (Tarnowitz) im Neorenaissancestil stammt aus dem späten 19. Jahrhundert und befindet sich am Ring (Rynek 4).

## Geschichte
Das neue Rathaus entstand an der Stelle des Landgerichts, dessen Grundstück 1894 vom Magistrat unter dem Bürgermeister Simon Kotitschke erworben wurde, und im selben Jahr abgerissen wurde. Zuvor befand sich dort die oberschlesische Bergmannsschule. Das alte Rathaus befand sich an anderer Stelle ebenfalls am Ring.
Entworfen wurde das neue Gebäude durch den Charlottenburger Architekten Hermann Guth (1851–1924), der bereits für Verwaltungs- und Kirchengebäude in Jauer, Celle, Spandau, Plauen und Malmö verantwortlich war. Der Entwurf wurde 1895 mit Hilfe eines Architektenwettbewerbs ermittelt. Jedoch entschied man sich beim Bau für Guths Entwurf statt des Siegerentwurfs. Für das Tarnowitzer Rathaus diente das ebenfalls von Guth entworfene Rathaus in Jauer als Vorbild. Beide Bauwerke befinden sich an einer Straßenecke, haben die gleiche Geschossanzahl und auch der Erkerturm und der Giebel zeichnen die Fronten beider Gebäude aus. Unter der Leitung des Architekten Carl Benjamin Szameitke wurde ab 1896 der Bau ausgeführt. Während der Bauarbeiten geriet der Turmhelm am 19. November 1897 in Brand. Am 11. August 1898 wurde das Rathaus feierlich seiner Bestimmung übergeben.
1994 wurde das Dach erneuert und der Dachreiter rekonstruiert, 2010 wurde die Fassade restauriert. Am 30. April 1996 wurde das Bauwerk unter Denkmalschutz gestellt.

## Architektur
Das Gebäude mit zwei Obergeschossen beherbergte ursprünglich im Erdgeschoss Läden, im ersten Obergeschoss die Räumlichkeiten des Magistrats und im zweiten Obergeschoss die Wohnung des Bürgermeisters und den Ratssaal.
Die Fassade des Rathauses wurde größtenteils mit roten Ziegelsteinen verkleidet, dekorative Elemente wurden aus schlesischem Granit und Sandstein aus Alt Warthau geschaffen.
Zum Fassadenschmuck gehören zahlreiche Wappen, die mit der Geschichte von Tarnowitz in Verbindung stehen. Dazu zählen neben dem Wappen von Tarnowitz, die Wappen des Deutschen Reichs, Preußens, Schlesiens, der Adelsfamilien Henckel von Donnersmarck und Hohenzollern. Sie sind das Werk des Berliner Bildhauers Matthias Carl Schilling (1851–1909).
Die Vorderfront schmückte ursprünglich in einer Nische auch eine Figur Georgs von Hohenzollern (1484–1543), dem Gründer der Stadt Tarnowitz. Diese wurde im Oktober 1899 der Stadt durch den Landrat des Kreises Tarnowitz geschenkt und war das Werk des Breslauer Bildhauers Heinrich Kiesewalter. Nachdem Tarnowitz an Polen gekommen war, ließ man 1934 die Skulptur entfernen. Während der deutschen Besetzung wurde eine Kopie aufgestellt, die wiederum 1957 entfernt wurde. 1958 wurde dort eine Figur eines Bergmanns von Edward Halek aus Piekary Śląskie (Deutsch-Piekar) aufgestellt.